# المخافي (مستباء)

تعديل مصدري - تعديل

المخافي هي إحدى قرى عزلة غرب مستباء بمديرية مستباء التابعة لمحافظة حجة، بلغ تعداد سكانها 1873 نسمة حسب تعداد اليمن لعام 2004.